# Duško Gruborović
Duško Gruborović (Mali Gradac kod Gline, 9. svibnja 1956. - Zagreb, 4. prosinca 2006.) je bio hrvatski književnik i poznati televizijski i kazališni glumac. 

## Životopis

### Rani život
Gruborović se rodio 9. svibnja 1956. u mjestu Mali Gradac kod Gline. Na kazališnoj akademiji u Zagrebu diplomirao je 1981., kada je i postao glumac Kerempuha, kojem je bio vjeran sve do smrti.

### Kazališna, filmska i književna karijera
Završio je Akademiju za kazalište, film i televiziju u Zagrebu 1981. godine. Glumac je Satiričkog kazališta Kerempuh od iste godine pa sve do njegove smrti. U matičnom kazalištu odigrao je niz, što manjih što većih, uloga. Nagrađivan je mnogo puta. Uz kazalište pojavljivao se često na televiziji i nešto manje na filmu. Izdao tri knjige pjesama, snimio više nosača zvuka. Dobio je nagradu Zvonimir Golob 2006. g. za najbolju još neobjavljenu pjesmu. Napisao dvjestotinjak, što narodnih što zabavnih, pjesama i primio za njih desetak nagrada. Autor je teksta za pjesmu "Daješ mi krila", s kojom je Ivan Mikulić 2004. pobijedio na Dori i nastupio na Eurosongu.

### Smrt
Dana 4. prosinca 2006., na snimanju glazbeno-humorističnog Nove TV Nad lipom 35 od srčanog udara iznenada je pred šokiranim kolegama umro glumac i književnik Duško Gruborović.
Snimale su se neke od posljednjih scena nove epizode kad je Duško Gruborović rekao: "Molim vas, prekinimo snimanje, nije mi dobro." Uzeo je svoje lijekove za srce i prilegao. Hitna pomoć, koja je u međuvremenu stigla, gotovo je sat vremena glumca pokušavala vratiti u život. No, sve je bilo uzalud. Treći infarkt Duško Gruborović nije preživio.
Kolege i ekipa na snimanju bili su šokirani. U međuvremenu su stigli mnogi Gruborovićevi kolege i prijatelji koji su čuli što se dogodilo. Duško Ljuština, ravnatelj Kerempuha, čiji je Gruborović bio dugogodišnji član, rekao je kako su neki dan pili kavu i kako je Duško rekao da se osjeća dobro.

## Filmografija

### TV serije
- "Odmori se, zaslužio si" kao kontrolor (postumna rola) (2006.)
- "Ljubav u zaleđu" kao predstavnik Volkswagena (2006.)
- "Nad lipom 35" kao Josip Brda (2006.)
- "Jel' me netko tražio?" kao Josip Brda (1991. – 1995.)
- "Đuka Begović" kao Tunja (1991.)
- "Tražim srodnu dušu" kao Marko (1990.)
- "Ptice nebeske" (1989.)
- "Smogovci" kao Lorin otac (1986.)
- "Putovanje u Vučjak" kao Mitar (1986. – 1987.)
- "Kiklop" (1983.)
- "Nepokoreni grad" kao kurir (1982.)
- "Velo misto" kao policajac i austrougarski vojnik (1980.)

### Filmovi
- "Snivaj, zlato moje" kao Škarić (2005.)
- "Slučajna suputnica" kao Krolo (2004.)
- "Infekcija" kao policajac #2 (2003.)
- "Kad mrtvi zapjevaju" kao Bosanac (1998.)
- "Zlatne godine" kao agent (1993.)
- "Baka Bijela" kao prolaznik #2 (1992.)
- "Đuka Begović" kao Tunja (1991.)
- "Priča iz Hrvatske" (1991.)
- "Gospoda i drugovi" kao milicioner (1987.)
- "Horvatov izbor" kao Mitar (1985.)
- "Dvije karte za grad" (1984.)
- "U logoru" (1983.)
- "Medeni mjesec" kao šofer druga Laze (1983.)
- "Zločin u školi" kao Borisov prijatelj (1982.)
- "Kiklop" (1982.)
- "Dva sanduka dinamita" (1980.)
- "Obustava u strojnoj" (1980.)
- "Liberanovi" (1979.)
- "Povratak" kao omladinac (1979.)

## Vanjske poveznice
- Duško Gruborović u internetskoj bazi filmova IMDb-u (engl.)